# NGC 1260
NGC 1260 es una galaxia espiral de tipo S0/a que se encuentra en la constelación de Perseo. De brillo tenue, su magnitud aparente es 14,3 y su brillo superficial es 12,5 mag/arcsec2.
En esta galaxia se encuentra el objeto más luminoso del universo observable (a fecha mayo del 2007), la supernova SN 2006gy. En la galaxia predomina una población estelar vieja con metalicidad solar. Sin embargo, se ha observado una línea de polvo en la galaxia y parece que existe una región H II en la vecindad de SN 2006gy.
Fue descubierta el 19 de octubre de 1884 por Guillaume Bigourdan.